# Gabriel Zucman

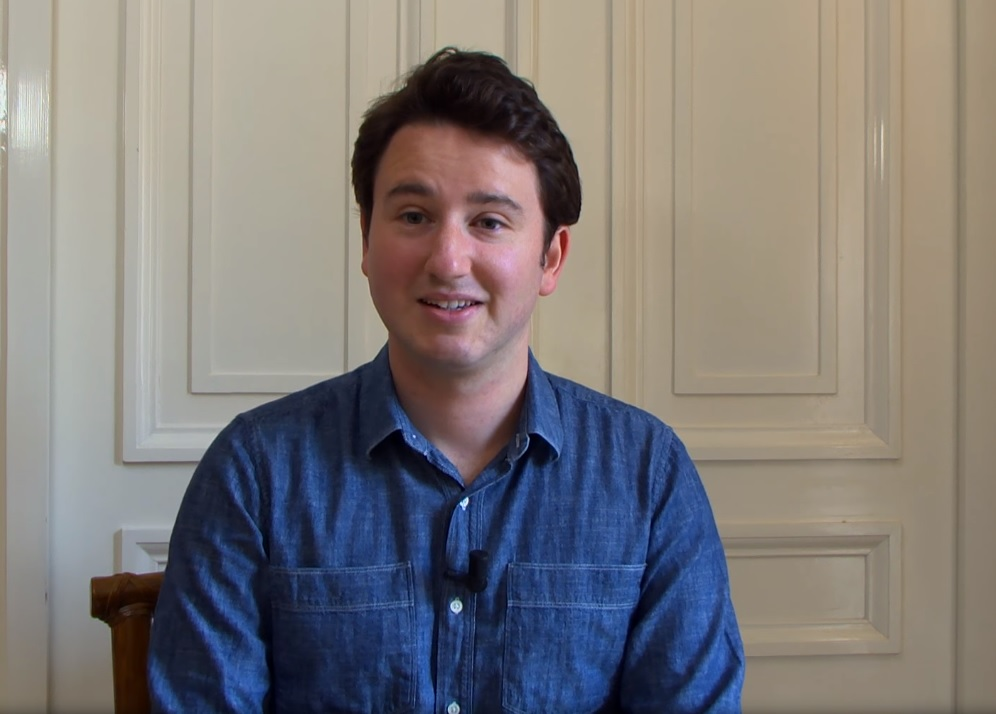
Gabriel Zucman

Gabriel Zucman (* 30. Oktober 1986 in Paris) ist ein französischer Wirtschaftswissenschaftler, der seit 2019 Associate Professor an der University of California, Berkeley ist. Gabriel Zucman wird ab Juni 2021 Direktor der EU-Steuerbeobachtungsstelle (EU Tax Observatory).

## Leben
Zucman studierte 2005 bis 2010 Wirtschaftswissenschaften an der École normale supérieure de Cachan in Cachan im Département Val-de-Marne südöstlich von Paris. Sein Magisterexamen legte er 2008 an der École d’Économie de Paris ab, wo er 2013 bei Thomas Piketty promovierte. Seine Doktorarbeit nannte er Drei Essays über die Verteilung des Reichtums in der Welt.
Von 2010 bis 2013 wurde er durch ein Promotionsstipendium des französischen Forschungsministeriums unterstützt. In den Jahren 2013 bis 2014 studierte er am Economics Department and Center for Equitable Growth der University of California in Berkeley, seit 2015 ist er als Assistant Professor an der Universität tätig. In den Jahren 2014 bis 2016 war er außerdem an der London School of Economics and Political Science (LSE) beschäftigt.
Zucman ist Mitbegründer und Herausgeber der Halbjahresschrift Regards croisés sur l’économie, die seit 2006 an seiner Alma Mater herausgegeben wird und Partnerschaften mit der École d’Économie de Paris und dem Institut national d’études démograpiques (INED) eingegangen ist.
2013 veröffentlichte Zucman sein Buch La richesse cachée des nations. Enquête sur les paradis fiscaux, eine Untersuchung über Steuerparadiese. Die deutsche Übersetzung erschien 2014 unter dem Titel Steueroasen. Wo der Wohlstand der Nationen versteckt wird im Suhrkamp Verlag.
Zucman publizierte in den letzten Jahren einflussreiche wissenschaftliche Artikel zur Vermögensungleichheit und zu Steuerfragen, darunter einige Arbeiten mit den Ökonomen Emmanuel Saez und Thomas Piketty. Außerdem ist er seit 2015 Ko-Direktor der World Wealth and Income Database (WID), einem Projekt, das Forschungsergebnisse zur weltweiten Vermögens- und Einkommensungleichheit zusammenträgt.
Während der Vorwahlen des US-Präsidentschaftswahlkampf 2020 beriet Zucman die dem linken Flügel der Demokraten zugerechneten Bernie Sanders und Elizabeth Warren.
Anfang 2021 wurde Zucman Leiter der neugegründeten europäischen Steuerbeobachtungsstelle der EU. Er ist Unterzeichner der Berlin Declaration.
Seit Juni 2021 ist Gabriel Zucman Direktor des EU Tax Observatory, einem unabhängigen Forschungslabor an der Paris School of Economics. Das EU Tax Observatory betreibt innovative Forschung im Bereich der Besteuerung, trägt zu einer demokratischen und inklusiven Debatte über die Zukunft der Besteuerung bei und fördert den Dialog zwischen der wissenschaftlichen Gemeinschaft, der Zivilgesellschaft und politischen Entscheidungsträgern in der Europäischen Union und weltweit.

## Preise und Auszeichnungen
- 2005–2010: Studienstipendium.
- 2011–2013: Promotionsstipendium des französischen Forschungsministeriums.
- 2017: "Excellence Awards in Global Economic Affairs" des Kieler Instituts für Weltwirtschaft
- 2018: Prix du meilleur jeune économiste de France
- 2018: Germán-Bernácer-Preis
- 2023: John-Bates-Clark-Medaille

## Veröffentlichungen
- La richesse cachée des nations. Enquête sur les paradis fiscaux. Éditions du Seuil/République des Idées, Paris 2013, ISBN 978-2-02-111431-7.
  - Steueroasen. Wo der Wohlstand der Nationen versteckt wird. Suhrkamp Verlag, Berlin 2014, ISBN 978-3-518-06073-5.
- mit Facundo Alvaredo, Lucas Chancel, Thomas Piketty, Emmanuel Saez (Hrsg.): Die weltweite Ungleichheit: Der World Inequality Report 2018 (Übersetzt von Hans Freundl, Stephan Gebauer). C. H. Beck, München 2018, ISBN 978-3-406-72385-8.
- Der Triumph der Ungerechtigkeit: Steuern und Ungleichheit im 21. Jahrhundert, Suhrkamp Verlag, 2020, ISBN 978-3518429358

### Online
- “From Soviets to Oligarchs: Inequality and Property in Russia, 1905–2016”, WID.world Working Paper N°2017/09
  - Data Files zu WP 2017/09
  - Appendix zu WP 2017/09
- “Global Inequality Dynamics: New Findings from WID.world”, WID.world Working Paper, 2017/1
  - Data Files to “Global Inequality Dynamics: New Findings from WID.world”, 2017
  - Presentation Slides to “Global Inequality Dynamics: New Findings from WID.world”, WID.world Working Paper, 2017/1
- “Capital Accumulation, Private Property and Rising Inequality in China, 1978–2015”, WID.world Working Paper, 2017/6
- Presentation slides to “Distributional National Accounts: Methods and Estimates for the United States”, WID.world Working Paper, 2016/7
- Appendix to “Distributional National Accounts: Methods and Estimates for the United States”, WID.world Working Paper, 2016/4
- “Distributional National Accounts (DINA) Guidelines : Concepts and Methods used in WID.world”, WID.world Working Paper, 2016/2
- “Capital is Back: Wealth-Income Ratios in Rich Countries 1700–2010”, Quarterly Journal of Economics, 2014
  - Data Appendix to “Capital is Back: Wealth-Income Ratios in Rich Countries 1700–2010”, Quarterly Journal of Economics, 2014